# Janvier 1816

## Événements
- 9 janvier : invention de la lampe de sécurité du chimiste et physicien Humphry Davy, destinée à éviter les coups de grisou dans les mines.

- 12 janvier, France : loi d’amnistie qui condamne à l'exil la famille Bonaparte et les anciens députés ayant voté la mort de Louis XVI et soutenu les Cent-Jours.

## Naissances
- 3 janvier : Marguerite Boucicaut, née Guérin, femme d'affaires française († 8 décembre 1887).

## Décès
- 2 janvier : Guyton de Morveau (né en 1737), chimiste français.
- 16 janvier : Jacques René Tenon (né en 1724), chirurgien français.